# Maßhaltigkeit
Man spricht in der Fertigung von Maßhaltigkeit, wenn die Istmaße eines Werkstücks innerhalb der vereinbarten zulässigen Abweichung (Toleranz) vom festgelegten Nennmaß liegen. Überprüft wird dieses mit Prüfmitteln.
Daneben bezeichnet der Begriff auch die Beständigkeit eines Werkstoffes z. B. gegen Dehnung und Schrumpfung. Häufige Ursache solcher Maßveränderungen sind Temperatur, Druck- oder Zugkräfte, Alterung und Feuchtigkeit.
Bei Landkarten und Plänen spricht man von Maßhaltigkeit, wenn das Papier des Kartendrucks nur einen geringen Papierverzug aufweist.